# Esteban González
Esteban Fernando González Sánchez (né le 14 janvier 1962 à Buenos Aires) est un joueur de football argentin.

## Biographie
González commence en 1982 avec le Club Ferro Carril Oeste où il remportera le championnat Nacional en 1982 et 1984. González mettra une parenthèse à sa carrière en 1984 à la suite d'un accident grave de voiture, où il se retrouvera avec la hanche disloquée, une facture du crâne et de nombreux os cassés. Malgré la gravité de sa blessure, il continuera ensuite sa carrière à Ferro, et quittera le club en 1987 pour le Deportivo Español.
En 1988, il partira en Espagne jouer à Málaga puis rentrera au pays à Vélez Sarsfield. Lors de sa seconde saison à Vélez, il inscrira 18 buts et deviendra le meilleur buteur de la Primera División Argentina et aidera ensuite le club à remporter le tournoi de Clausura 1993, premier titre depuis 25 ans. Vélez remportera également la Copa Libertadores 1994.
En 1994, González rejoindra San Lorenzo de Almagro qui remportera le tournoi de Clausura 1995. Il ira ensuite jouer à Quilmes en Primera B Nacional, club avec qui il mettra un terme à sa carrière.
Après sa retraite, González deviendra l'entraîneur assistant d'Oscar Ruggeri à San Lorenzo, avant de devenir agent de joueurs.

## Palmarès
| Saison        | Équipe                  | Titre                      |
| ------------- | ----------------------- | -------------------------- |
| Nacional 1982 | Club Ferro Carril Oeste | Primera División Argentina |
| Nacional 1984 | Club Ferro Carril Oeste | Primera División Argentina |
| Clausura 1993 | Vélez Sarsfield         | Primera División Argentina |
| 1994          | Vélez Sarsfield         | Copa Libertadores          |
| Clausura 1995 | San Lorenzo             | Primera División Argentina |